# Bettina Pretterklieber
Bettina Pretterklieber (* 2. August 1978 in Horn als Bettina Göttinger, verheiratete Bettina Zelenka) ist eine ehemalige österreichische Langstreckenläuferin, Triathletin und zweifache Staatsmeisterin (2009).

## Werdegang
2005 heiratete sie Walter Zelenka.
Im Mai 2009 wurde Bettina Zelenka in Graz Österreichische Staatsmeisterin über die Triathlon-Mitteldistanz und im August holte sie sich diesen Titel auch beim Austria-Triathlon über die Langdistanz.

Bei der Weltmeisterschaft auf der Langdistanz belegte sie im August 2010 in Immenstadt den zehnten Rang.
Im Juli 2011 wurde sie Vizestaatsmeisterin auf der Mitteldistanz und im August konnte sie zum dritten Mal den Ausee Triathlon gewinnen. Sie startete für den ULT Deutsch-Wagram.

### Persönliches
Sie studierte an der Medizinischen Universität Wien. Im September 2014 heiratete sie Michael Pretterklieber und im Oktober kam ihr Sohn zur Welt. Bettina Pretterklieber lebt in Baden.

## Sportliche Erfolge
| Datum/Jahr    | Rang | Wettbewerb                                            | Austragungsort | Zeit     | Bemerkung |
| ------------- | ---- | ----------------------------------------------------- | -------------- | -------- | --- |
| 15. Aug. 2011 | 1    | Ausee Triathlon                                       | Blindenmarkt   |          | |
| 16. Juli 2011 | 2    | Trumer Triathlon                                      | Obertrum       | 04:46:01 | Vizestaatsmeisterin über die doppelte olympische Distanz (1,9 km Schwimmen, 90 km Radfahren und 21,1 km Laufen)   |
| 28. Mai 2011  | 1    | Vienna City Triathlon                                 | Wien           | 04:34:39 | Siegerin auf der Halbdistanz (1,9 km Schwimmen, 90 km Radfahren, 20 km Laufen)                                    |
| 15. Aug. 2010 | 1    | Ausee Triathlon                                       | Blindenmarkt   |          | |
| 29. Mai 2010  | 2    | Vienna City Triathlon                                 | Wien           |          | auf der Halbdistanz (1,9 km Schwimmen, 90 km Radfahren, 20 km Laufen)                                             |
| 15. Mai 2010  | 1    | Linz Triathlon                                        | Linz           | 04:39:47 | Siegerin auf der Mitteldistanz (1,9 km Schwimmen, 90 km Radfahren und 21,1 km Laufen)                             |
| 2010          | 1    | Mostiman Triathlon                                    | Wallsee        | 02:04:19 | Siegerin bei der Erstaustragung im Mostviertel auf der olympischen Distanz – neben Dominik Berger bei den Männern |
| 15. Aug. 2009 | 2    | Ausee Triathlon                                       | Blindenmarkt   |          | Zweite hinter Lisa Perterer                                                                                       |
| 9. Mai 2009   | 1    | ÖTRV Staatsmeisterschaft Triathlon Mitteldistanz      | Graz           | 04:20:32 | Österreichische Triathlon-Staatsmeisterin auf der Mitteldistanz beim Austrian 1/2 Iron Triathlon                  |
| 15. Aug. 2008 | 1    | Ausee Triathlon                                       | Blindenmarkt   |          | |
| 15. Aug. 2007 | 2    | Ausee Triathlon                                       | Blindenmarkt   | 01:10:14 | 700 m Schwimmen, 20 km Radfahren und 5,1 km Laufen                                                                |
| 2007          | 23   | ITU Short Distance Triathlon World Championship 25–29 | Hamburg        | 02:25:07 | in der Altersklasse 25–29                                                                                         |

| Datum/Jahr    | Rang | Wettbewerb                                      | Austragungsort | Zeit     | Bemerkung                                                                            |
| ------------- | ---- | ----------------------------------------------- | -------------- | -------- | ------------------------------------------------------------------------------------ |
| 17. Juni 2012 | 27   | Ironman Regensburg                              | Regensburg     | 10:54:29 |                                                                                      |
| 27. Aug. 2011 | DNF  | Austria-Triathlon                               | Podersdorf     | –        | Rennabbruch auf der Radstrecke                                                       |
| 28. Aug. 2010 | 3    | Austria-Triathlon                               | Podersdorf     |          | Triathlon-Vizestaatsmeisterin auf der Langdistanz, hinter Constance Mochar           |
| 1. Aug. 2010  | 10   | ITU Long Distance Triathlon World Championships | Immenstadt     | 08:01:41 | bei der Langdistanz-WM (4 km Schwimmen, 130 km Radfahren und 30 km Laufen)           |
| 29. Aug. 2009 | 1    | ÖTRV Staatsmeisterschaft Triathlon Langdistanz  | Podersdorf     | 10:33    | Österreichische Triathlon-Staatsmeisterin auf der Langdistanz beim Austria-Triathlon |
| 16. Juli 2006 | 48   | Ironman Austria                                 | Klagenfurt     | 11:03:34 |                                                                                      |

| Datum/Jahr    | Rang | Wettbewerb                                          | Austragungsort     | Zeit     | Bemerkung            |
| ------------- | ---- | --------------------------------------------------- | ------------------ | -------- | -------------------- |
| 23. Okt. 2011 | 1    | Wiener Herbstmarathon                               | Wien               | 03:06:42 | erster Marathon-Sieg |
| Apr. 2005     | 1    | Ganslstadtlauf                                      | Gänserndorf        | 00:20:42 |                      |
| Apr. 2004     | 1    | Ganslstadtlauf                                      | Gänserndorf        | 00:20:20 | Siegerin über 5 km   |
| 15. Sep. 2002 | 9    | Niederösterreichische Meisterschaft im Marathonlauf | Krems an der Donau | 03:42:28 |                      |

(DNF – Did Not Finish)